# Il bidone
Il bidone (bra: A Trapaça; prt: O Conto do Vigário) é um filme dirigido pelo cineasta italiano Federico Fellini em 1955.

## Sinopse
Il bidone é um filme italiano dirigido e co-escrito por Federico Fellini, que flerta com os gêneros policial e comédia, estrelado por Broderick Crawford, Richard Basehart e Franco Fabrizi.
Um grupo de três trapaceiros, Augusto (Broderick Crawford), Picasso (Richard Basehart) e Roberto (Franco Fabrizi), ganham dinheiro dando golpes em pessoas pobres enquanto têm que lidar com os próprios dramas pessoais: Picasso esconde da  esposa e filha de que ele é um criminoso, Roberto tenta sobreviver ao mesmo tempo que quer aproveitar a vida e Augusto que se aproximar de sua filha.
O filme estreou no festival de Veneza em setembro de 1955[carece de fontes?] e é o segundo filme do que Fellini chama de "Trilogia da Solidão”. Apesar de influenciado pelo gênero policial norte-americano, possui claras influências da origem neorrealistas de Fellini, fazendo as personagens perambularem por um Itália destruída pela guerra, sofrendo com a miséria e a fome. Por outro lado, o filme também conta com características pouco presentes na obra do diretor, como sequências de ação e luta.

## Elenco
- Broderick Crawford — Augusto
- Richard Basehart — Carlo "Picasso"
- Giulietta Masina — Iris
- Franco Fabrizi — Roberto
- Giacomo Gabrielli — Barão "Vargas"
- Alberto De Amicis — Rinaldo
- Sue Ellen Blake — Susanna
- Lorella De Luca — Patrizia
- Mara Werlen — dançarina
- Riccardo Garrone - Riccardo

## Produção
Il Bidone foi produzido pela companhia Titanus e foi filmado entre Abril e Julho de 1955, em estúdio e em locação em Roma, Itália.[carece de fontes?] O filme foi dublado, uma prática muito comum na época e que permitiu que Fellini contratasse atores norte americanos que estavam fazendo muito sucesso na época, como Broderick Crawford que tinha acabado receber um Oscar de melhor Ator e Richard Basehart, que apesar de não falarem italiano fluente interpretaram os papéis principais no filme.

## Restauração
O filme foi restaurado em 2020 para a comemoração ao centenário de Fellini. A restauração foi organizada pela Fondazione Cineteca di Bologna e pela The Film Foundation, em colaboração com a Tittanus e com o laboratório L'immagine Ritrovata, finalizado pela George Lucas Family Foundation e financiado pelo Ministero per i beni e le Attività Culturali e per il Turismo.
Após ser exibido no Festival de Veneza de 1955, A Trapaça sofreu alguns cortes por pressão dos produtores e essa versão mais curta foi utilizada na restauração. A restauração usou os negativos originais e positivos selecionados para preencher alguns cortes. O som foi restaurado a partir dos negativos originais.

## Lançamento e circulação
O filme foi exibido pela primeira vez no Festival de Veneza 1955 e foi exibido nos Estados Unidos nove anos depois, em 1964.

## Recepção
Uma das principais críticas do americano Bosley Crowther diz  "um thriller policial barato (...)  Mas contém algumas marcas do humor de Fellini que fazem com que valha a pena ser visto. E geralmente é bem interpretado."

## Prêmios e indicações
- Indicado ao leão de ouro no Festival de Veneza 1955[carece de fontes?]
- Indicado ao Best Film do Top 10 Filme Award da revista Cahiers du Cinéma[7]